# Metropolia Adelaide

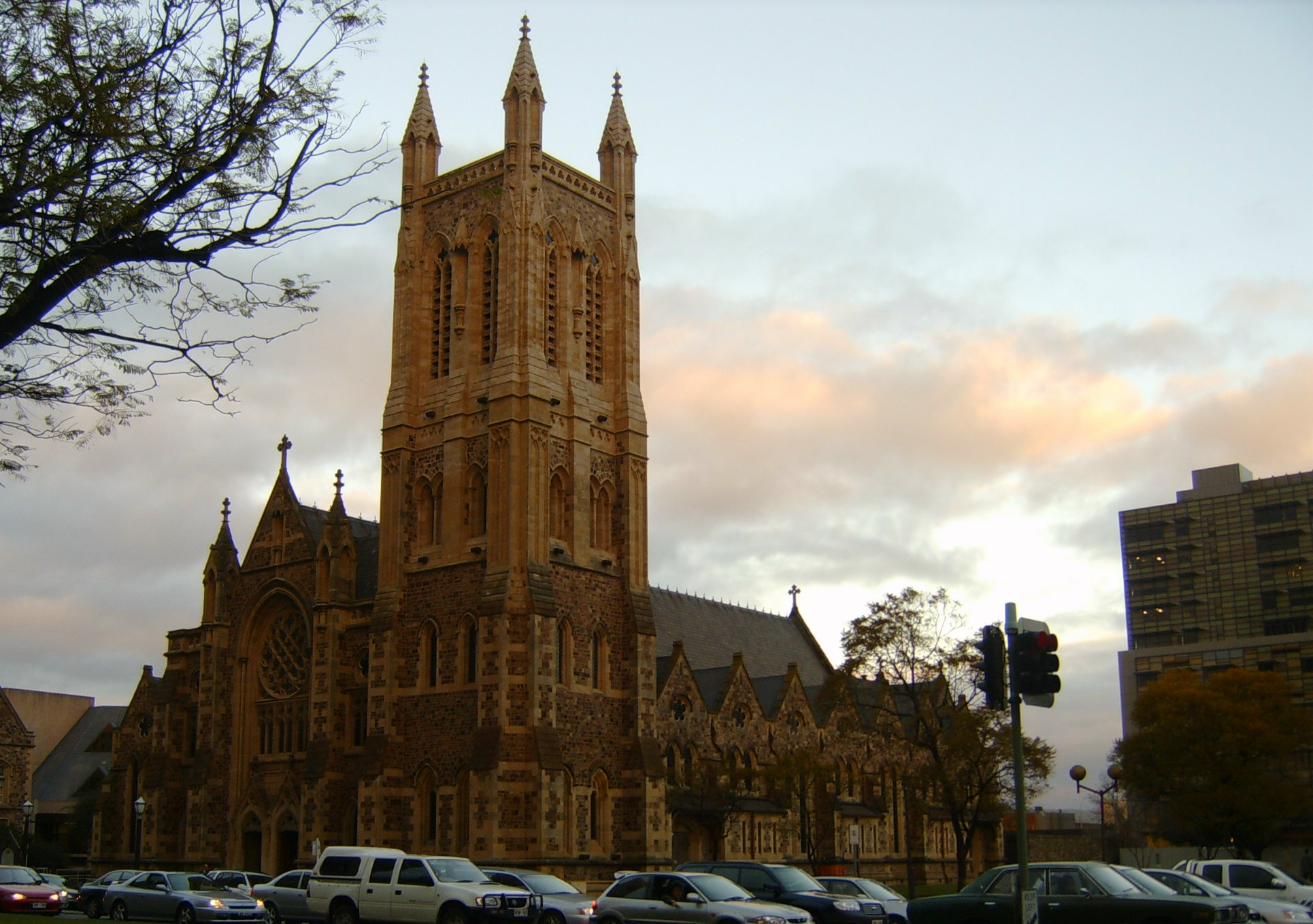
Katedra św. Franciszka Ksawerego w Adelaide, najważniejsza świątynia metropolii

Metropolia Adelaide – jedna z pięciu metropolii Kościoła rzymskokatolickiego w Australii. Jej terytorium obejmuje całość obszaru stanu Australia Południowa oraz Terytorium Północnego. Na czele metropolii stoi arcybiskup metropolita Adelaide. Obecnie godność tę sprawuje abp Phillip Wilson, piastując równocześnie urząd przewodniczącego Konferencji Episkopatu Australii. 
W skład metropolii wchodzą trzy diecezje:
- archidiecezja Adelaide
- diecezja Port Pirie
- diecezja Darwin